# نهر جورج (نيوزيلندا)
نهر جورج (بالإنجليزية: George River)‏ هو نهر يقع على الساحل الغربي لنيوزيلندا. ينشأ في سلسلة جبال نهر هوب بلو، ويتدفق من الجنوب الغربي إلى بحر تاسمان. تشمل روافده نهر دنكان ونهر جيري. يمر عبر غابة كاسكيد. يقع منبعه على بعد حوالي 15 كم شمال شرق نقطة أواروا. جزر الخانق هي جزر صغيرة جدًا بالقرب من المنبع.